# عضلة تحت الكتف
العضلة تحت الكتف أو العضلة تحت الكِتْفِيَّة (باللاتينية: Musculus subscapularis) هي عضلة كبيرة مثلثة الشكل تملأ تجويف حفرة تحت الكتف ويقع مغرسها في كلٍ من الحديبة الصغيرة للعضد والجزء الأمامي من المحفظة المفصلية للكتف.

## التركيب
تنشأ العضلة من الثلثين الإنسيين والسفليين لأخدود حفرة تحت الكتف.
تنشأ بعض ألياف العضلة أيضًا من الصفائح الوترية التي تتقاطع مع العضلة وترتبط بنتوءات على عظمة الكتف، وينشأ بعض الألياف الأخرى من وتر عريض يفصل العضلة عن العضلة المدورة الكبيرة والرأس الطويل لثلاثية الرؤوس العضدية.
تمر ألياف العضلة وحشيًا حتى تلتئم بوتر يلتحم مع الحديبة الصغيرة للعضد ومع الجزء الأمامي للمحفظة المفصلية للكتف.

### الروابط
يتمايز وتر العضلة عن عظم الكتف من خلال جراب زلالي كبير يرتبط مع تجويف مفصل الكتف عبر فتحة في المحفظة المفصلية. تتمايز العضلة عن العضلة المنشارية الأمامية من خلال جراب تحت الكتف.

### العصب المغذي
تُغذَى العضلة عصبيًا من خلال العصب تحت الكتفي العلوي والسفلي، وهي تفرعاتٌ من الحبل الخلفي للضفيرة العضدية.

## الوظيفة
تقوم العضلة بالتدوير الإنسي للعضد المتصلة بمفصل الكتف كما أنها تعمل على تقريبه. عند رفع الذراع تعمل العضلة على جذب العضد للأمام وللأسفل مما يمنع إزاحة العضد من مفصل الكتف وبالتالي يُحمى المفصل.

## معرض الصور

صورة متحركة لعضلة تحت الكتف.